# John Wade Thirlwall
John Wade Thirlwall (* 12. Januar 1809 in Shilbottle, Northumberland; † 15. Juni 1876 in London) war ein englischer Violinist, Dirigent und Komponist.

## Leben
Thirlwall war der Sohn eines Ingenieurs und trat bereits mit acht Jahren in Newcastle auf. 1846 bezeichnete eine Musikzeitung „Master Thirlwall“ als „one of our most rising young violinists“.
Später war er in London viele Jahre als Dirigent tätig, insbesondere am Theatre Royal Drury Lane, am Theatre Royal Haymarket, am Olympic Theatre und am Adelphi Theatre. Nach dem Tod von Jean-Baptiste Nadaud 1864 wurde er dessen Nachfolger als Leiter der Ballettmusik am Italian Opera House.
Er profilierte sich auch als Musikkritiker, Komponist und Dichter.
Bekannt wurde er daneben als einer der letzten Freunde des Geigers George Bridgetower, für den Beethoven 1803 die Violinsonate A-Dur op. 47 komponierte.
Wade wohnte zuletzt in der York Road im Londoner Stadtteil Lambeth, wo er am Abend des 15. Juni 1876 kurz vor Mitternacht starb.

## Werke
- The Kreutzer Sonata and Mr. Bridgetower. To the Editor of the Musical World, in: The Musical World, Vol. 36 (Jg. 23), Nr. 49 vom 4. Dezember 1858, S. 771 (Digitalisat) – Nachdruck in Beethoven aus der Sicht seiner Zeitgenossen, hrsg. von Klaus Martin Kopitz und Rainer Cadenbach, München: Henle, 2009, Band 1, S. 127
- Songs and Poems, London 1872 (Digitalisat) – Kessinger Publishing, 2010 (Reprint); ISBN 978-1163258057